# 자줏빛목바위왈라비
자줏빛목바위왈라비(Petrogale purpureicollis)는 캥거루과에 속하는 바위왈라비속 유대류의 일종이다. 시드니 타롱가 동물원의 감독자로 목 둘레의 자줏빛 채색과 다른 바위왈라비와 구별되는 두개골 특징을 주목한 르 수에프(Albert Sherbourne Le Souef)가 1924년에 처음 기술했다.